# Kleiner Pampashase
Der Kleine Pampashase (Dolichotis salinicola), auch Kleine Mara oder Zwergmara, gehört zur Familie der Meerschweinchen, auch wenn seine Art der Fortbewegung an einen Hasen erinnert. Es gibt noch eine größere Art in der Gattung der Pampashasen, die sich im Wesentlichen nur durch ihre Größe unterscheidet. In den Zoos ist der Kleine Pampashase gegenüber dem Großen Pampashasen (Dolichotis patagonum) eher selten zu sehen.

## Merkmale
Der Kleine Pampashase ähnelt einem Hasen, erreicht eine Kopfrumpflänge von 45 bis 50 cm und wird etwa 4 kg schwer. Er hat keine weiße Fellfärbung am Hinterteil wie der Große Pampashase.

## Verbreitung

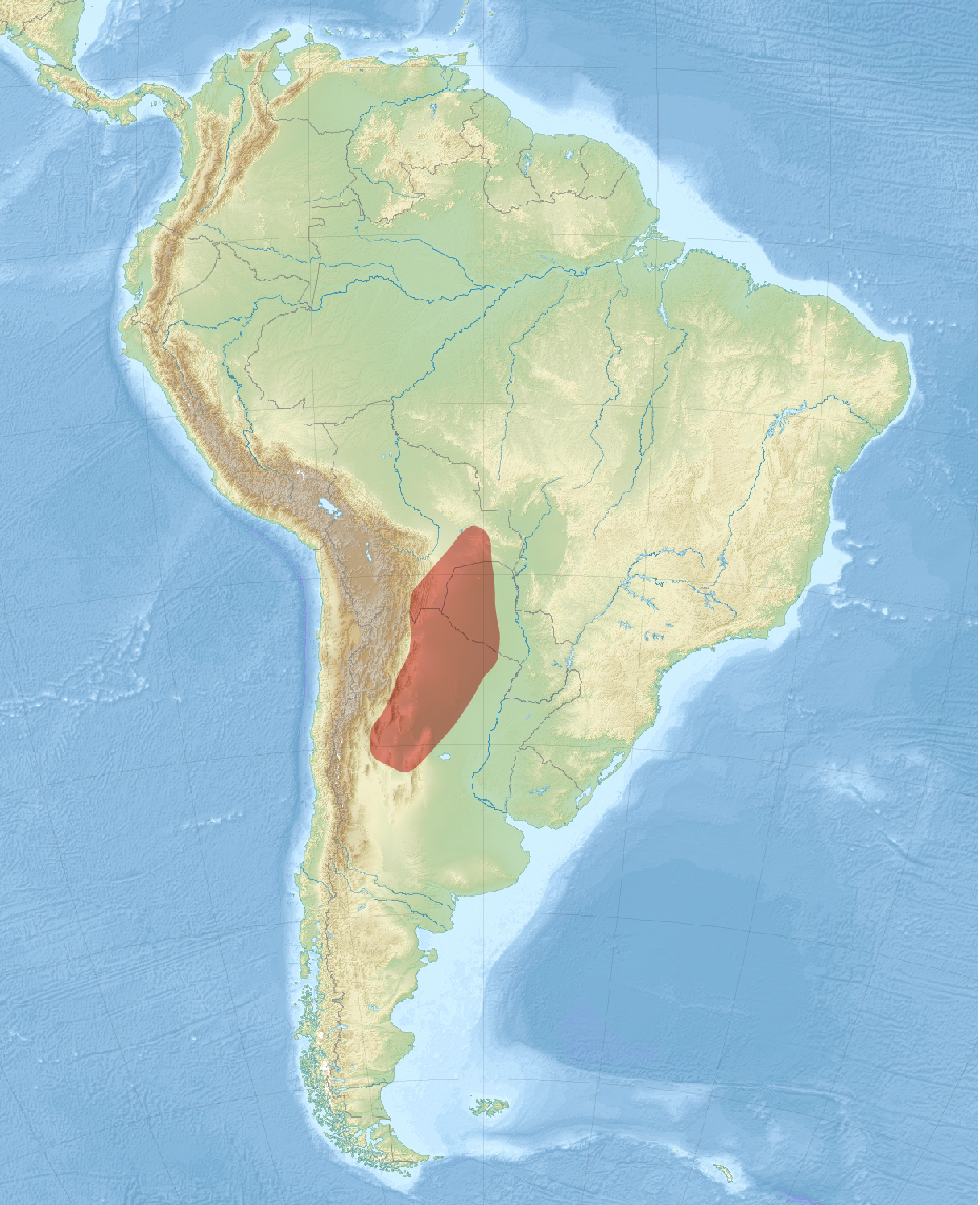
Verbreitungsgebiete des Kleinen Pampashasen

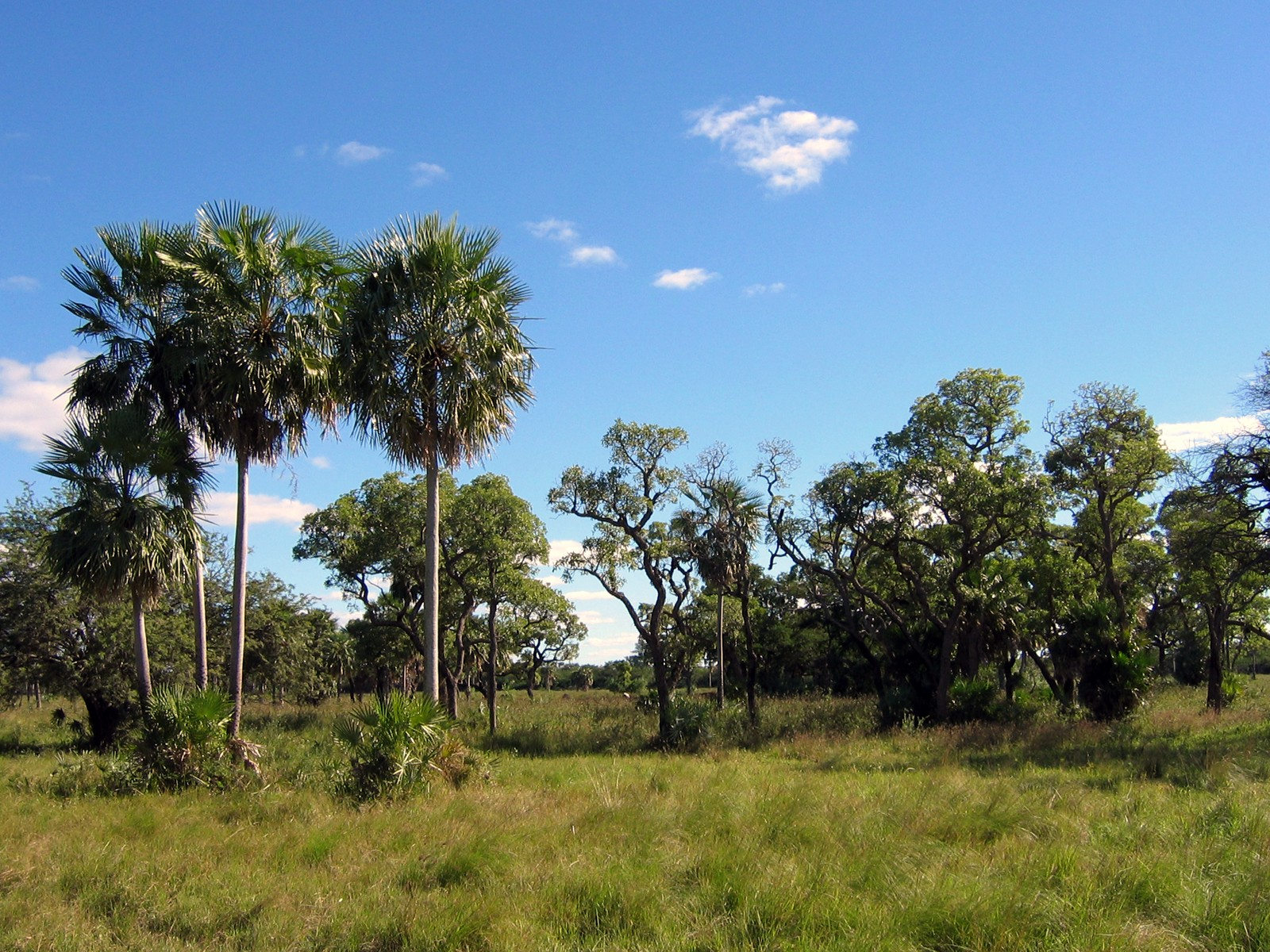
Landschaft im Gran Chaco in Paraguay

Das Verbreitungsgebiet des Kleinen Pampashasen umfasst den Gran Chaco im Inneren Südamerikas in den Staaten Argentinien, Bolivien und Paraguay. In Argentinien reicht es im Süden bis in die Provinz Córdoba, in Bolivien gehört nur der äußerste Süden zu diesem Gebiet. Im Norden Argentiniens überschneidet sich das Verbreitungsgebiet mit dem des Großen Pampashasen.
Als Bewohner des Gran Chacos bevorzugt die Art trockene Flachlandgebiete mit einer Vegetation aus Dornbüschen. Dabei kommt die Art sowohl in natürlichen, primären Habitaten wie auch in veränderten, sekundären Habitaten vor. Das Aktionsgebiet umfasst zwischen 33,3 und 197,5 Hektar, im Mittel etwa 97,9 Hektar.

## Lebensweise
Der Kleine Pampashase grast in kleinen Gruppen und bewegt sich wie ein Hase hüpfend vorwärts. Im Gegensatz zum Hasen hat er aber auch die Fähigkeit, sich im Passgang fortzubewegen. Die langen Hinterbeine prädestinieren ihn auch für schnelle Sprints, was er aber nur im Notfall tut. Dann flüchtet er in seine selbst gegrabene oder von anderen Tieren übernommene Erdhöhle, in die sich das tagaktive Tier nicht nur nachts zurückzieht, sondern auch seine Jungen dort aufzieht. 
Die Weibchen bringen ein bis drei Jungtiere zur Welt. Die Tragzeit beträgt in Gefangenschaft 77 Tage.

## Gefährdung und Schutz
Die Art wird von der International Union for Conservation of Nature and Natural Resources (IUCN) aufgrund der Bestandsgröße und des großen Verbreitungsgebietes als „nicht gefährdet“ (Least concern) eingeschätzt. Innerhalb seines Verbreitungsgebietes ist er häufig und ein Rückgang der Population, die eine Gefährdung bedeuten würde, liegt nicht vor.

## Belege
1. 1 2 3 4 5 6  Dolichotis salinicola in der Roten Liste gefährdeter Arten der IUCN 2011.2. Eingestellt von: J. Dunnum, J. Vargas, N. Bernal, U. Pardinas, R. Ojeda, 2008. Abgerufen am 5. März 2012.
2. ↑  Dolichotis patagonum in der Roten Liste gefährdeter Arten der IUCN 2011.2. Eingestellt von: R. Ojeda, U. Pardinas, 2008. Abgerufen am 5. März 2012.